# Noctua nigra
Noctua nigra là một loài bướm đêm trong họ Noctuidae.